# 세계 프로 서핑 연맹

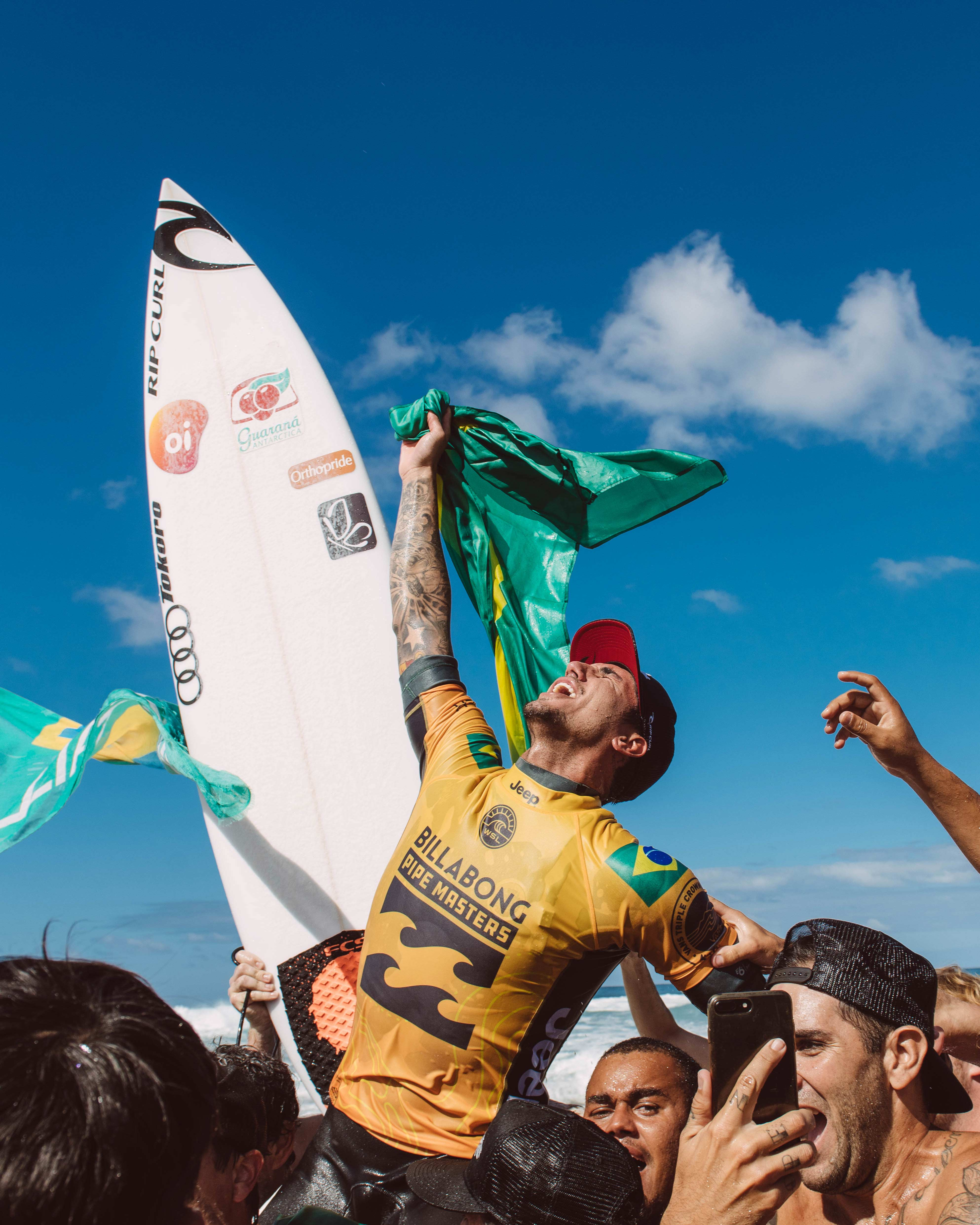

세계 프로 서핑 연맹(Association of Surfing Professionals)은 서핑의 프로 투어 (ASP 월드 투어)를 운영하는 조직이다.

## ASP 월드 투어
전신은 1964년에 국제 서핑 연맹이 개최한 세계 선수권이며, 그 후 1976년 IPS 월드 서킷이 되었으며 1983년부터 현재의 이름으로 매년 진행되고 있다.